# NGC 2424
NGC 2424 è una vasta galassia a spirale barrata vista di taglio e situata nella costellazione della Lince, a una distanza di circa 168 milioni di anni luce dalla nostra Via Lattea.

## Scoperta
La galassia è stata scoperta il 6 febbraio 1885 dall'astronomo francese Édouard Stephan.

## Descrizione
NGC 2424 ha una classe di luminosità II e presenta una larga riga a 21 cm dell'idrogeno neutro.
Il database SIMBAD la classifica come galassia LINER, cioè una galassia il cui nucleo presenta uno spettro di emissione caratterizzato da larghe righe di atomi debolmente ionizzati.